# Ihor Nykyforuk
Ihor Ivanovyč Nykyforuk (in ucraino Ігор Іванович Никифорук?; 2 ottobre 1999) è un lottatore ucraino, specializzato nella lotta libera.

## Biografia
Agli europei di Varsavia 2021 ha battuto agli ottavi l'albanese Orges Lila e ai quarti il bielorusso Dzianis Salavei, mentre  ha perso contro l'azero Turan Bayramov in semifinale. Nella finale per il bronzo ha infine sconfitto il britannico Nicolae Cojocaru.
Agli  europei di Zagabria 2023 è stato eliminato in semifinale dal bulgaro Ramazan Ramazanov, dopo aver superato lo svizzero Marc Dietsche agli ottavi, il georgiano Giorgi Elbakidze ai quarti; ha poi superato il polacco Patryk Ołenczyn nella finale per il terzo posto.

## Palmarès
| Anno | Manifestazione | Sede       | Evento | Risultato | Note |
| ---- | -------------- | ---------- | ------ | --------- | ---- |
| 2019 | Europei U23    | Novi Sad   | 65 kg  | 13º       |      |
| 2019 | Mondiali U23   | Budapest   | 65 kg  | Bronzo    |      |
| 2021 | Europei        | Varsavia   | 70 kg  | Bronzo    |      |
| 2022 | Mondiali U23   | Pontevedra | 70 kg  | 7º        |      |
| 2023 | Europei        | Zagabria   | 70 kg  | Bronzo    |      |
| 2023 | Mondiali       | Belgrado   | 70 kg  | 24º       |      |

## Altre competizioni internazionali
2020
- Oro nei 70 kg al Torneo Internazionale di Kiev ( Kiev)
- 9º nei 70 kg nella Coppa del mondo individuale ( Belgrado)

2021
- 17º nei 65 kg al Torneo Internazionale Ucraino ( Kiev)